# Amolops chapaensis
Amolops chapaensis és una espècie de granota que viu a la Xina, Vietnam i, possiblement també, a Laos, amenaçada d'extinció per la destrucció de l'hàbitat natural.